# Ковила українська (монета)
«Кови́ла украї́нська» — пам'ятна монета номіналом 2 гривні, випущена Національним банком України, присвячена ковилі українській (Stipa ucrainica) — своєрідному символу української степової флори. Вид зростає в Північному Причорномор'ї, Приазов'ї, на Донбасі, Середньоруській височині, в Передкавказзі, у Нижньодонському і Волзько-Донському районах та в Північному Криму. Ковилу українську включено до Червоної книги України.
Монету введено в обіг 29 червня 2010 року. Вона належить до серії «Флора і фауна».

## Опис монети та характеристики
| Номінал грн. | Метал      | Маса, г | Діаметр, мм | Якість виготовлення       | Гурт     | Тираж, штук |
| ------------ | ---------- | ------- | ----------- | ------------------------- | -------- | ----------- |
| 2            | нейзильбер | 12,8    | 31,0        | спеціальний анциркулейтед | рифлений | 35 000      |

### Аверс
На аверсі монети в обрамленні вінка, утвореного із зображень окремих видів флори і фауни, розміщено малий Державний Герб України та написи: «НАЦІОНАЛЬНИЙ»/ «БАНК»/ «УКРАЇНИ»/ «2»/ «ГРИВНІ»/ «2010», логотип Монетного двору Національного банку України.

### Реверс
На реверсі монети зображено ковилу півколом розміщено написи: «КОВИЛА УКРАЇНСЬКА» (угорі) та «STIPA UCRAINICA» (унизу).

## Автори

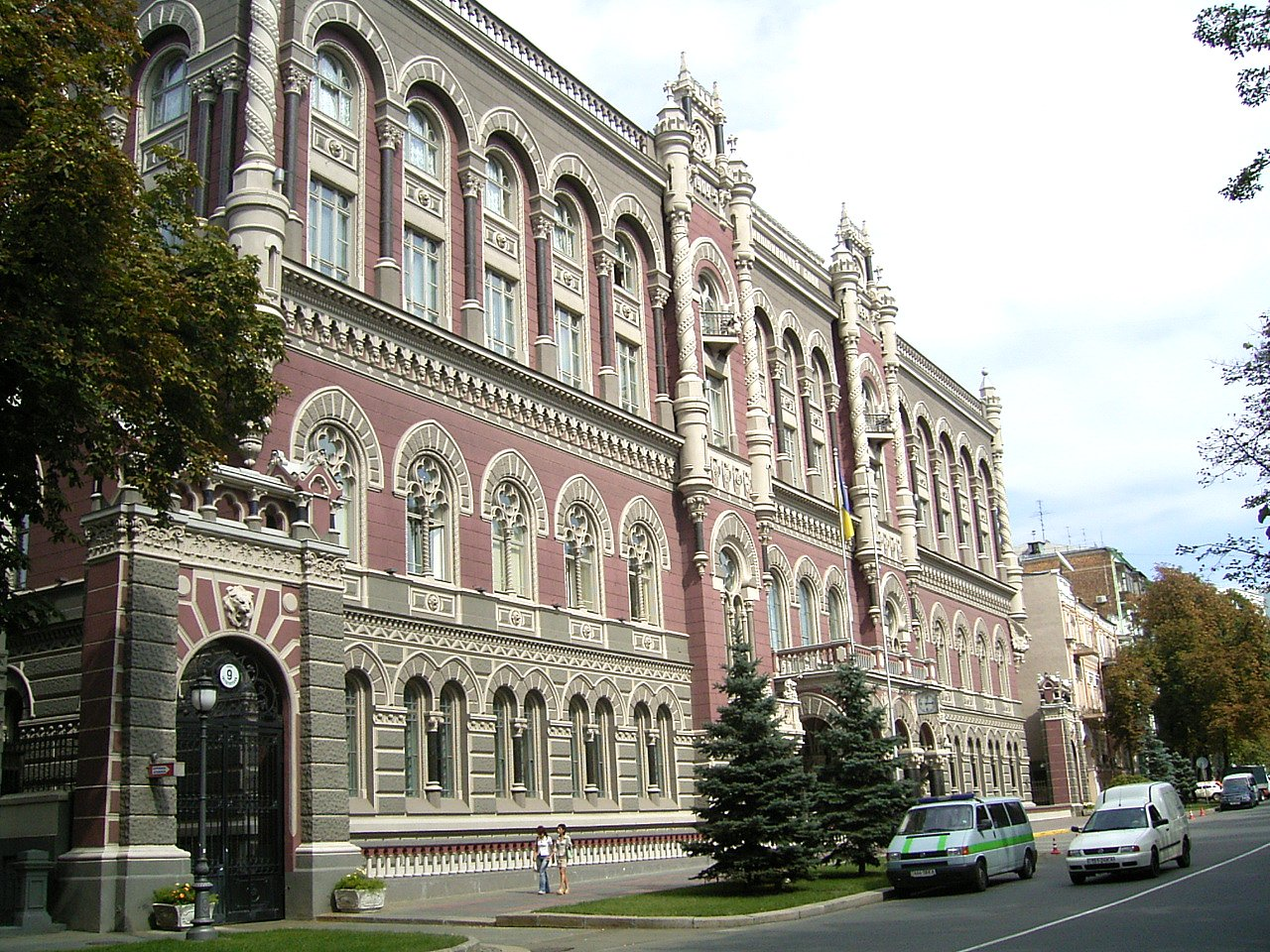
Будівля Національного банку України

- Художник — Дем'яненко Володимир.
- Скульптор — Дем'яненко Володимир.

## Вартість монети
Ціна монети — 15 гривень була вказана на сайті НБУ в 2013 році.
Фактична приблизна вартість монети з роками змінювалася так:
| Рік        | 2011 | 2012 | 2013 | 2014 | 2015 | 2016 | 2017 | 2018 | 2019 | 2020 | 2021 | 2022 | 2023 | 2024 | 2025 |
| ---------- | ---- | ---- | ---- | ---- | ---- | ---- | ---- | ---- | ---- | ---- | ---- | ---- | ---- | ---- | ---- |
| Ціна, грн. | 20   | 20   | 25   | 25   | 38   | 50   | 65   | 65   | 70   | 70   | 75   | 90   | 225  | 290  | 320  |